# Quai de Paris (Strasbourg)
Pour les articles homonymes, voir Quai de Paris.
Le quai de Paris est une voie de Strasbourg.

## Situation et accès
Le quai de Paris est situé sur l’Ellipse insulaire. Il borde le sud du canal du Faux-Rempart entre la Petite Rue du Vieux Marché aux Vins et la rue du Noyer. Il débute au niveau de la Petite Rue du Vieux Marché aux Vins, du quai Dessaix et du pont de Saverne. Il croise à ses deux tiers le pont du Marché à gauche et la rue du Marché à droite. Il se termine au niveau de la rue du Noyer, du quai Kellermann et du pont de Paris.
Les lignes A et D ont leur arrêt Ancienne synagogue/Les Halles qui est situé de l'autre côté du pont du Marché.
Juste avant le pont de Paris se trouve l'arrêt Les Halles/Pont de Paris des lignes 4 et 6 en direction des faubourgs nord. Pour le trajet en sens inverse, l'arrêt est situé diamétralement de l'autre côté du pont de Paris.
La circulation routière se fait dans le sens ouest-est. Le pont du Marché et la rue du Marché sont réservés aux piétons et cyclistes. Au bout du quai, les véhicules peuvent soit poursuivre sur les quais, soit prendre la rue du Noyer qui mène vers la place de l'Homme-de-Fer.

## Origine du nom
Le quai porte le nom de la ville de Paris, capitale de la France.

## Historique

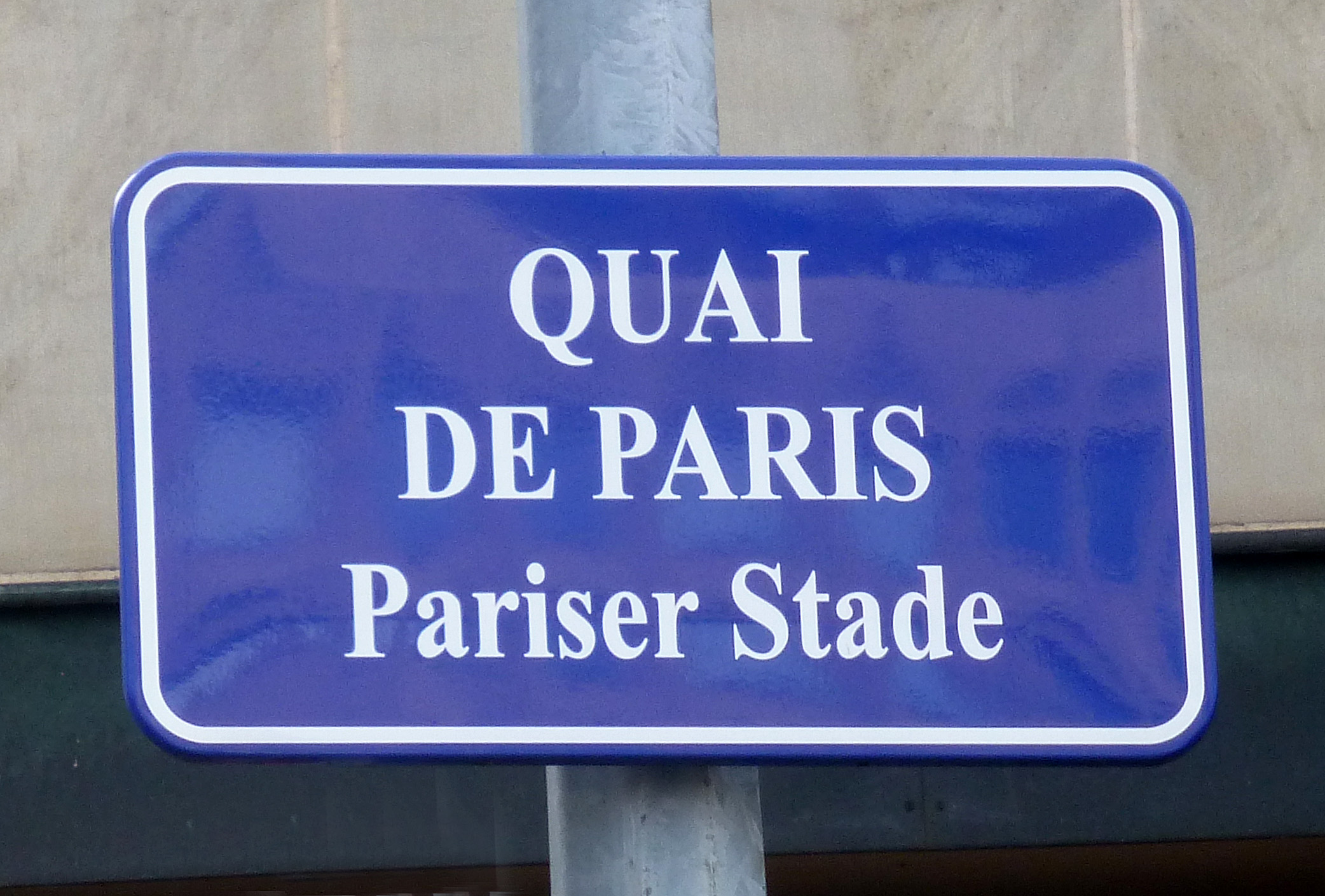
Plaque bilingue, en français et en alsacien.

En 1834 le quai appelé « quai Lezay-Marnézia », du nom du diplomate et préfet français Adrien de Lezay-Marnésia devient en 1856 une partie du « quai Kléber » et du « quai de Sébastopol » pour devenir en 1858 le « quai de Paris ». En 1872 après l'annexion de l'Alsace-Lorraine il prend le nom de « Pariser Staden » et reprend en 1918 le nom de « quai de Paris » avant de redevenir durant l'occupation, en 1940, « Pariser Staden » puis en 1942 « Neuweilerhofstaden » (quai de l'Hôtel Neuwiller) et de reprendre le nom de « quai de Paris » à la Libération.

## Bâtiments remarquables et lieux de mémoire
- no 1 : Maison éclectique construite par un entrepreneur vers 1900.
- no 3 : autre maison éclectique construite par un architecte.
- no 4 : façade arrière avec balcon, la seule qui subsiste aujourd'hui, de l'ancien hôtel de Neuwiller. Cet édifice de style Régence du XVIIIe avait la forme d'un quadrilatère avec une vaste cour intérieure. La façade principale à trois balcons donnait sur la rue du Vieux-Marche-aux-Vins.
- no 5 : ancien hôtel d'Angleterre des architectes Brion et Haug, édifié en 1905.

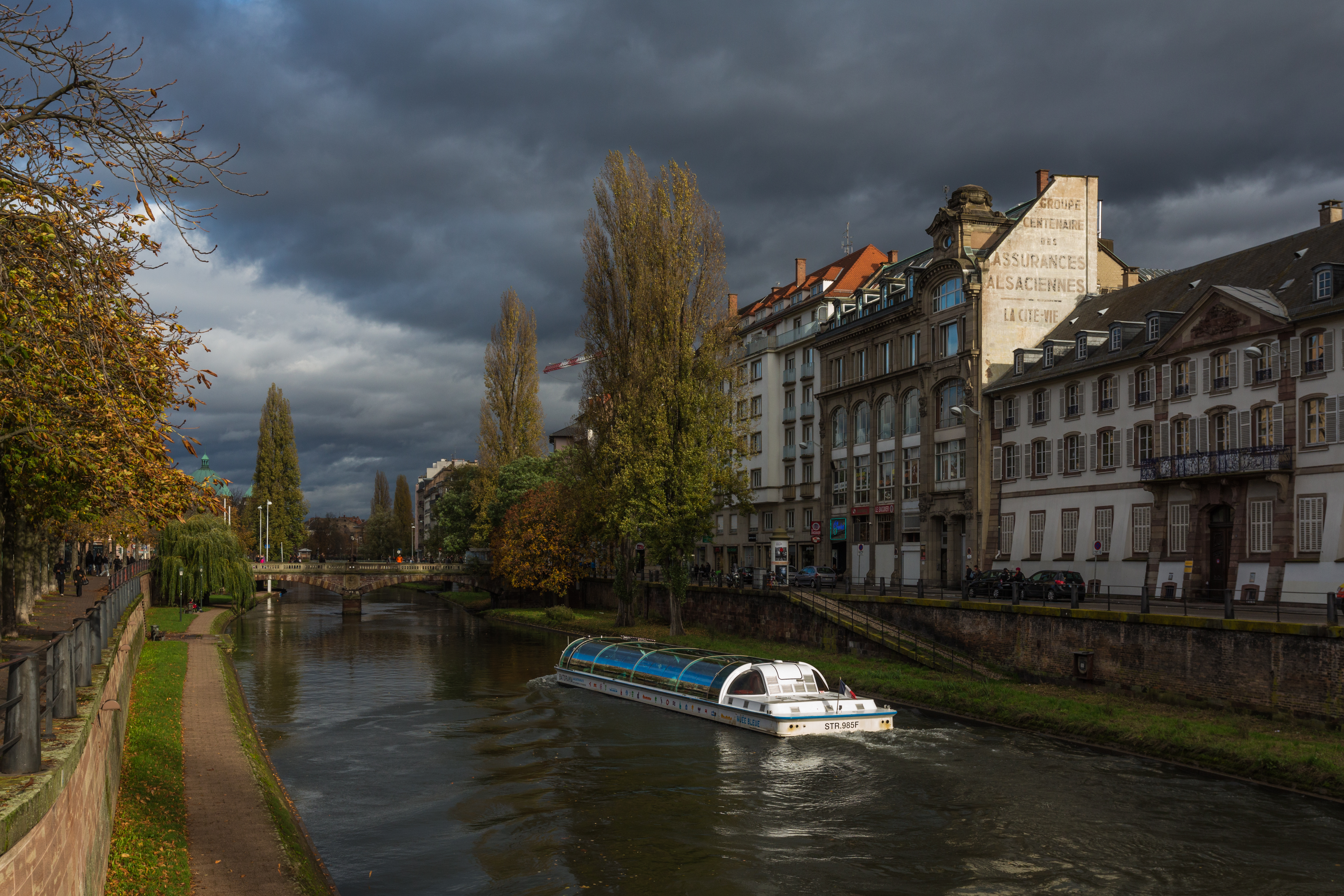
Vue sur le quai et le pont du Marché
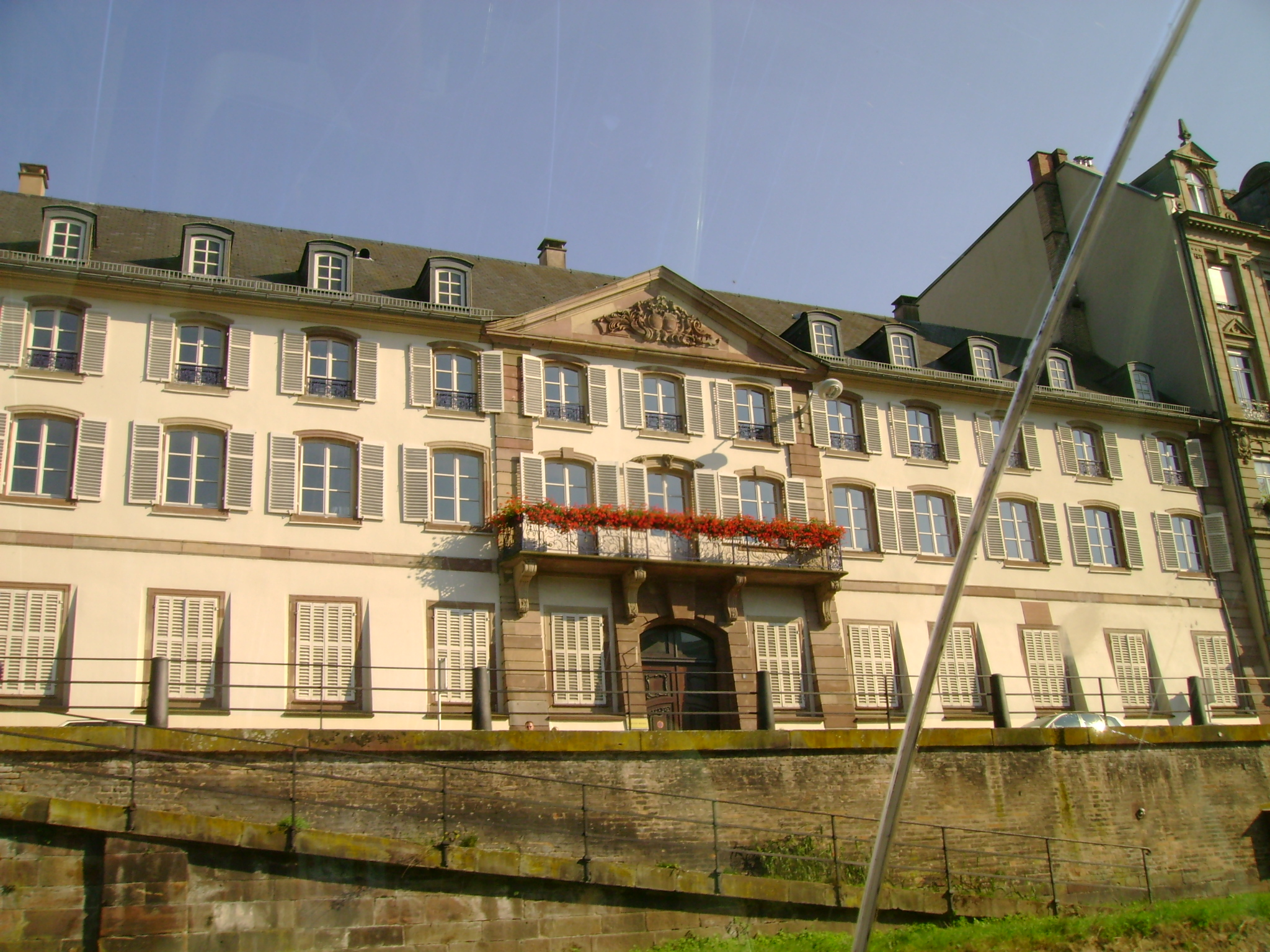
L'ancien Hôtel de Neuwiller
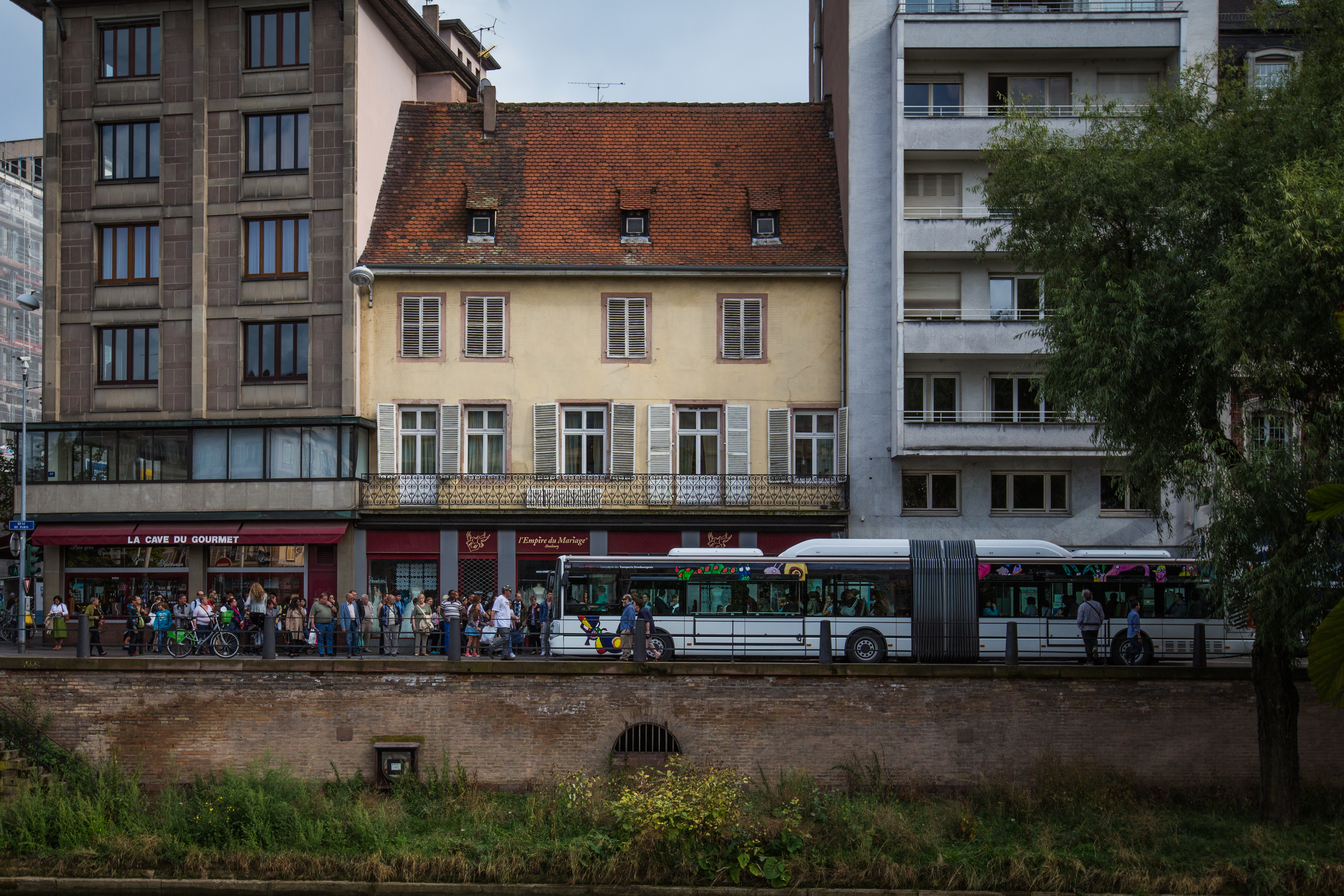
L'arrêt de bus Les Halles/Pont de Paris
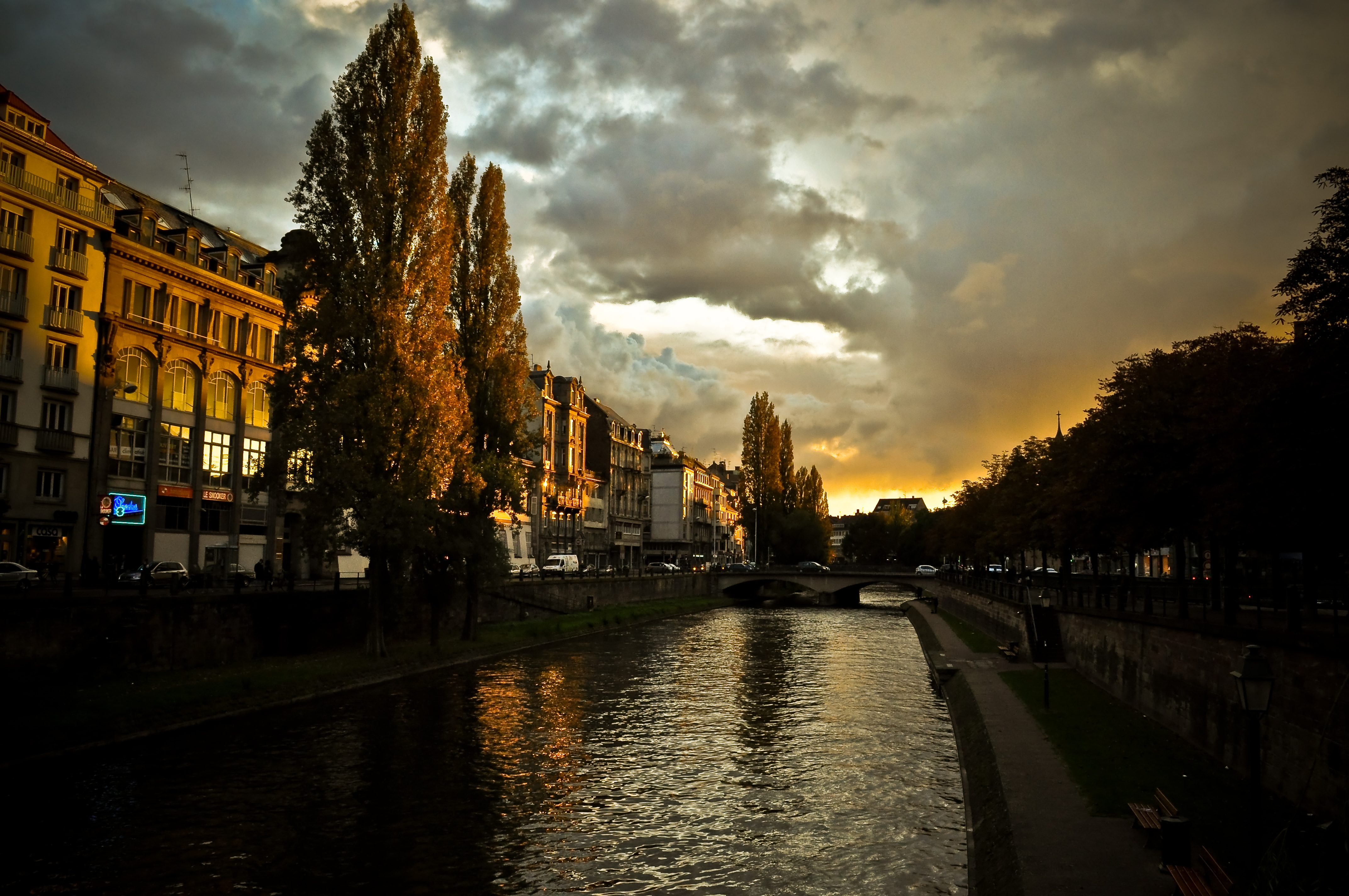
Le quai de Paris et plus loin le quai Désaix ainsi que le pont de Saverne vus depuis le pont du Marché.